# Alchemilla incisa
Alchemilla incisa är en rosväxtart som beskrevs av Robert Buser. Alchemilla incisa ingår i släktet daggkåpor, och familjen rosväxter.

## Underarter
Arten delas in i följande underarter:
- A. i. disturbans
- A. i. fatrica
- A. i. isocampta